# Bliksembeveiliging
De bliksembeveiligingsinstallatie (ook wel Lightning Protection System of LPS) bestaat uit een aantal maatregelen om de schade ten gevolge van blikseminslag te voorkomen of te minimaliseren.
Een installatie kan bestaan uit:
- een externe bliksembeveiliging, zie ook bliksemafleider, deze draagt zorg voor de beveiliging tegen directe blikseminslag;
- een interne bliksembeveiliging, zie ook overspanningsafleider, beveiligt tegen overspanning bij een inslag in nabije elektriciteitskabels.

## Externe bliksembeveiliging
De externe LPS is bedoeld om directe blikseminslagen op het object te onderscheppen en de bliksemstroom af te leiden vanaf het inslagpunt naar aarde.
In Nederland wordt een klasse-indeling gehanteerd op basis van de NEN-EN-IEC62305, waarbij door middel van de nummering een aflopend hogere beschermingsklasse aangegeven wordt.
De eigenschappen van een LPS worden bepaald door de eigenschappen van het te beveiligen object en door het bliksembeveiligingsniveau (LPL) waarvan is uitgegaan.

## Interne bliksembeveiliging
Met de interne LPS moet worden voorkomen dat gevaarlijke vonkvorming optreedt binnen het te beveiligen object, die het gevolg is van bliksemstroom die loopt in de externe LPS (of in andere geleidende delen van het object).